# Luketz Swartbooi
Luketz Swartbooi (Namibia, 7 de febrero de 1966) fue un atleta namibio, especializado en la prueba de maratón en la que llegó a ser subcampeón mundial en 1993.

## Carrera deportiva
En el Mundial de Stuttgart 1993 ganó la medalla de plata en la maratón, recorriendo los 42,195 km en un tiempo de 2:13:14 segundos, llegando a meta tras el estadounidense Mark Plaatjes y por delante del neerlandés Bert van Vlaanderen.